# Stonewall (Texas)
Stonewall es un lugar designado por el censo ubicado en el condado de Gillespie en el estado estadounidense de Texas. En el Censo de 2010 tenía una población de 505 habitantes y una densidad poblacional de 12,83 personas por km².
Es el lugar de nacimiento del expresidente Lyndon B. Johnson (1963-1969), y en la localidad sita el parque nacional Histórico Lyndon B. Johnson, constituido en su hogar natal.

## Geografía
Stonewall se encuentra ubicado en las coordenadas 30°15′13″N 98°39′39″O / 30.25361, -98.66083. Según la Oficina del Censo de los Estados Unidos, Stonewall tiene una superficie total de 39.37 km², de la cual 39 km² corresponden a tierra firme y (0.95%) 0.37 km² es agua.

## Demografía
Según el censo de 2010, había 505 personas residiendo en Stonewall. La densidad de población era de 12,83 hab./km². De los 505 habitantes, Stonewall estaba compuesto por el 82.18% blancos, el 0.59% eran afroamericanos, el 0.99% eran amerindios, el 0% eran asiáticos, el 0% eran isleños del Pacífico, el 13.66% eran de otras razas y el 2.57% pertenecían a dos o más razas. Del total de la población el 36.04% eran hispanos o latinos de cualquier raza.

## Localidades cercanas
El siguiente diagrama representa las localidades en un radio de 40 km alrededor de Stonewall. 